# Катастрофа CRJ200 в Баотоу
Катастрофа CRJ200 в Баотоу (также известная как Катастрофа в Баотоу) — крупная авиационная катастрофа, произошедшая 21 ноября 2004 года. Авиалайнер Canadair CL-600-2B19 авиакомпании China Eastern Airlines выполнял плановый рейс MU5210 по маршруту Баотоу—Пекин—Шанхай, но через 10 секунд после взлёта рухнул на замёрзшее озеро в парке Наньхай и полностью разрушился. В катастрофе погибли 55 человек — все 53 человека на борту самолёта (47 пассажиров и 6 членов экипажа) и 2 человека на земле.

## Самолёт
Canadair CL-600-2B19 (регистрационный номер B-3072, серийный 7697) был выпущен (предположительно) в октябре 2002 года под тестовым б/н C-FMML. 13 ноября того же года был передан авиакомпании China Eastern Airlines. Оснащён двумя турбовентиляторными двигателями General Electric CF34-3B1. На момент катастрофы носил ливрею авиакомпании China Yunnan Airlines; обе авиакомпании объединились в 2003 году. На день катастрофы налетал 5232 часа.

## Экипаж и пассажиры
- Командир воздушного судна (КВС) — 33-летний Вон Пин (англ. Wang Pin, кит. 王品).
- Второй пилот — 27-летний Ю Кинвей (англ. Yi Qinwei, кит. 易沁炜).
- Сменный КВС — 37-летний Ян Гуан (англ. Yang Guang, кит. 杨光).
- Стюардессы:
  - Хуан Чонгян (англ. Huang Chongyan, кит. 黄崇燕),
  - Ши Меймиан (англ. Shi Meimian, кит. 史美棉).

Также в составе экипажа был сотрудник службы безопасности Цзян Чаохон (англ. Jiang Chaohong, кит. 姜朝宏).
| Гражданство | Пассажиры | Экипаж | Всего |
| ----------- | --------- | ------ | ----- |
| Китай       | 46        | 6      | 52    |
| Индонезия   | 1         | 0      | 1     |
| Всего       | 47        | 6      | 53    |

## Хронология событий
Самолет  вылетел из Баотоу в 08:21.Во время аварии самолет все еще был окрашен в ливрею China Yunnan Airlines, несмотря на то, что авиакомпания объединилась с China Eastern Airlines в 2003 году.Но сразу после взлёта у самолёта отказали важные элементы управления(такие как: элероны, руль высоты, параметры скорости, параметры высоты) сразу после чего самолёт резко снизился, протаранил левой плоскостью крыла несколько домов, врезался в причал и упал в замёрзшее озеро.

## Последствия катастрофы
- Авиакомпания China Eastern Airlines отменила маршрут Баотоу—Пекин—Шанхай после катастрофы.
- Маршрут Баотоу—Шанхай (без посадки в Пекине) перешёл в авиакомпанию Shanghai Airlines (дочерняя авиакомпания China Eastern Airlines), его номер — FM9438. При этом номер разбившегося рейса (5210) присутствует у рейса Шаньтоу—Шанхай (FM5210).